# 欖色條鰍
欖色條鰍（學名：Nemacheilus olivaceus）為輻鰭魚綱鯉形目條鰍科條鰍屬的其中一種。其种加词“olivaceus”意为“橄榄绿色的”。分布於亞洲汶萊、馬來西亞沙巴淡水流域，體長可達6.7公分，棲息在礫石底質河川底層水域，生活習性不明。可做為觀賞魚，飼養時水族箱應該有一個不錯的流速和充氧水，底層有可挖掘的細沙基質和許多光滑的圓形鵝卵石和許多避難所，如沉木和板岩，合理明亮的照明以模擬發現它們的淺河床。